# 大野別府
大野別府（おおのべっぷ）は、9～16世紀の頃、熊本県玉名市一帯にあった荘園 (日本)。京都の石清水八幡宮を本家、福岡の筥崎宮(筥崎八幡宮)を領家として荘園の特権を得た。
別府とは別勅符によって不輸不入権を許された不輸租(無税)地。

## 概要
※
- 天長元年(824) 加善大徳が大野氏 (肥後国)の氏寺として寿福寺を開山。
- 応和元年(961) 紀大野隆村（きのおおのたかむら）は、第62代・村上天皇の勅願で山城国 石清水八幡宮を歓請し現在の熊本県玉名市、繁根木(はねぎ)八幡宮を創建、大野別符250町歩(250ヘクタール)の総鎮守にした。
- 建久4年(1193) 鎌倉幕府は紀国隆(きのくにたか)を大野別府の地頭に任命した。国隆の子、大野十郎秀隆は大野氏 (肥後国)の居城であった日嶽城(ひだけじょう)の城主となり、大野別府の惣領(一族の指揮者、一地域の全所領知行者)となった。
- 天正9年(1581) 大野別府を代々治めた大野氏 (肥後国)は隣接した野原荘 小代氏侵攻を受け、大野別府は小代氏の領有となった。
- 天正16年(1588) 肥後国を拝領した加藤清正は野原荘と大野別府を領有していた小代氏を遠方の熊本県葦北郡へ移した。小代氏の後、加藤清正は一族で第一の重臣、加藤美作守正次を置いた。
- 慶長8年(1603) 徳川家康が江戸に幕府を開き、慶長の検地が行われ、従来の荘園的な土地所有関係が否定された。以降、大野別府であった地域は玉名郡坂下郷、岱明町、玉名市へと変遷した。